# 共時態と通時態
共時態（きょうじたい、英語: synchrony）と通時態（つうじたい、英語: diachrony）は、言語分析における2つの異なる補完的な視点である。
共時的アプローチは、その歴史を考慮せずに、ある瞬間の言語を考慮する。共時言語学は、特定の時点、通常は現在の言語を記述することを目的としている。対照的に、通時的アプローチは、歴史を通して言語の発達と変化を考慮する。通時言語学（歴史言語学）は通常、通時的な研究である。
概念は、1896年から1911年までジュネーブの一般言語学教授である、スイスの言語学者フェルディナンド・ソシュールによって理論化され、彼の死後1916年に出版された一般言語学講義で初出した。

## 参考
- 影浦峡「言語における共時性と通時性(<特集>学術情報分野)」『学術情報センター紀要』第10号、1998年3月、pp.23 - 27